# Żołądź (botanika)
Żołądź, żołędź (określenie gwarowe, czasem też obecne w publikacjach specjalistycznych) – nazwa określająca owoc szupinkowy (pozorny) roślin z rodzaju dąb (Quercus) składający się z orzecha i miseczki owocowej, ewentualnie odnosząca się do samego orzecha, czyli owocu właściwego. 

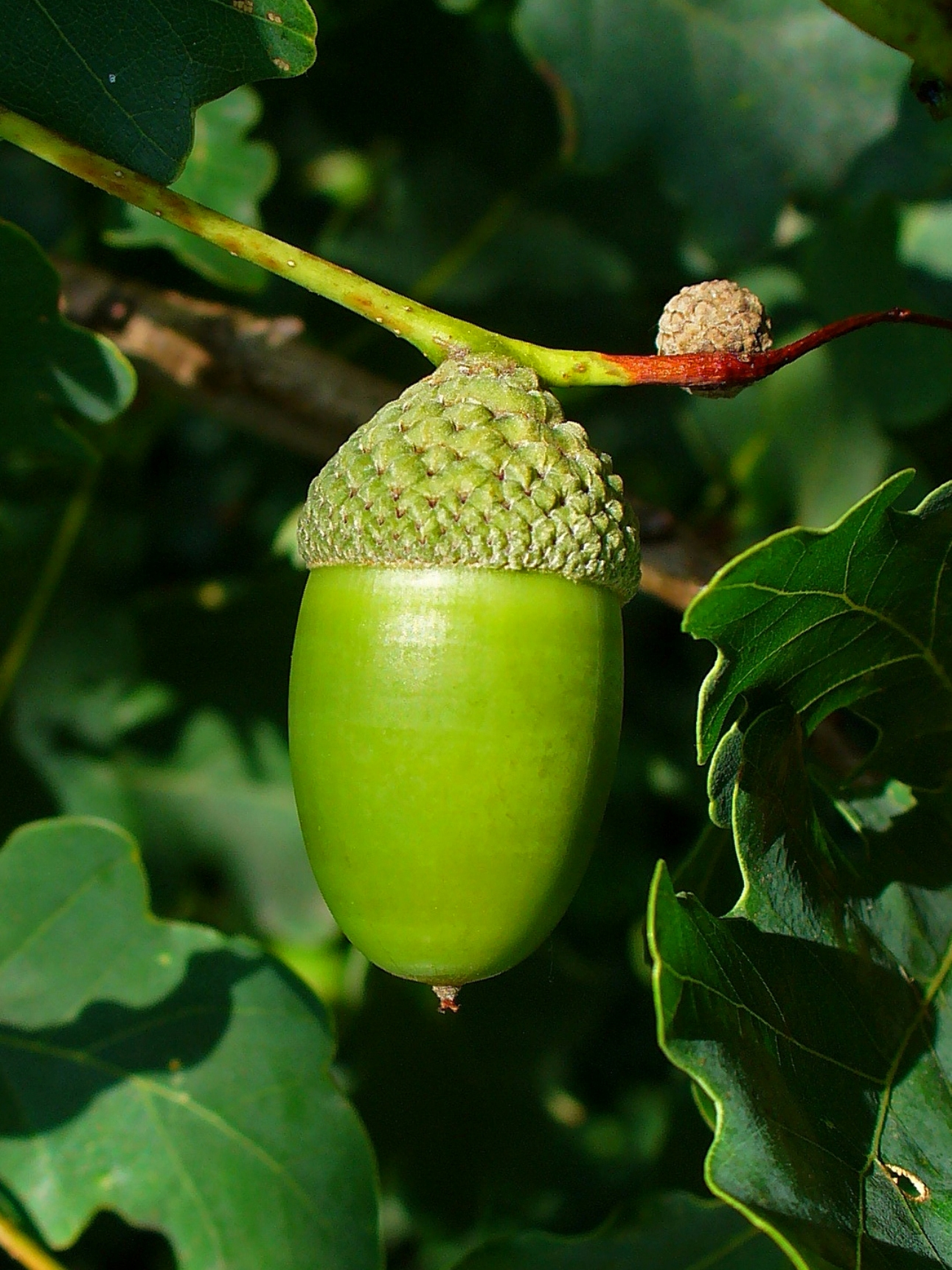
Żołądź dębu szypułkowego

## Budowa
Owoce dębów rozwijają się w zmięśniałej i drewniejącej miseczce (kupuli, szupince) powstającej z wieńca liści przykwiatowych. Kupula ta ma u różnych gatunków różną wielkość i kształt (od głębokiej czarki po płytką miseczkę) i zwykle obejmuje tylko nasadę orzecha, czasem też obrasta go w znacznej części lub nawet w całości. Od zewnątrz na kupuli znajdują się mniej lub bardziej wydatne łuseczki przylegające (końce liści przykwiatowych), odstające lub odgięte, niekiedy frędzlowate, ale nigdy nie są zakończone haczykowato. Sam orzech jest kulisty lub owalny, zawsze na przekroju okrągły. Otoczony jest gładką, drewniejącą, twardą i elastyczną owocnią. Wewnątrz owocu znajduje się zwykle jedno nasiono, rzadko dwa. Nasiono otoczone jest cienką i jasnobrązową łupiną nasienną. Niemal całe wnętrze nasienia wypełniają dwa liścienie pełniące funkcję spichrzową. Pozostała część zarodka, tzw. oś zarodkowa, znajduje się od strony zaostrzonej żołędzi i stanowi tylko 1/400 część masy nasiona. Składa się z korzenia zarodkowego i zawiązków epikotylu i hipokotylu. Owoce dojrzewają jesienią pierwszego roku od powstania u gatunków z podrodzaju Quercus oraz w drugim roku u podrodzajów Cerris i Erythrobalanus.

## Skład
Nasiona dębów zawierają skrobię i inne węglowodany, których udział określany jest na odpowiednio ok. 37% i 7%, wg innych źródeł ich łączny udział w wysuszonych żołędziach wynosi ok. 54%. Tłuszczów jest 31,4%, białek jest 8,1%. 100 g suszonych żołędzi zawiera ok. 1/3 dziennej dawki witaminy B6 (0,7 mg) i B9 (115 mcg). Mniej znaczące dawki (ok. 10% dawki dziennej) zawiera innych witamin: B1 (0,1 mg), B2 (0,2 mg), B5. Składniki mineralne stanowią 1,8%, przy czym znaczący udział ma mangan (1,4 mg w 100 g), miedź (0,8 mg), magnez (82 mg), potas (709 mg), fosfor (103 mg). Przed ługowaniem żołędzie zawierają ok. 7% garbników, w tym taniny.

## Zastosowanie
Żołędzie wykorzystywane są współcześnie jako materiał siewny, bowiem dęby rozmnażane są z nasion. W przeszłości stanowiły istotne źródło skrobi dla ludzi; wykorzystywane były także jako pasza dla świń. Z nasion sporządzano namiastkę kawy. Stanowią także surowiec wykorzystywany w homeopatii pod nazwą Semen Quercus.
Owoce dębu ze względu na dużą zawartość skrobi stanowiły istotne jej źródło w prymitywnych kulturach ludzkich, porównywalne ze współczesnym znaczeniem ziemniaka. Udokumentowane szeroko jest znaczenie żołędzi w żywieniu Indian Ameryki Północnej. W czasach historycznych w Europie żołędzie stanowiły zwykle tylko pożywienie głodowe. 
Szczególnie cenione były dęby o nasionach słodkich, pozbawionych taniny powodującej gorzki smak. Z gatunków europejskich goryczy pozbawione są, lub zawierają jej niewiele, dąb omszony i ostrolistny, z amerykańskich – dąb wielkoowocowy. Z nasion zawierających taniny wypłukuje się je poprzez moczenie w ługu otrzymywanym zazwyczaj poprzez dodanie do wody pewnej ilości popiołu drzewnego. Można też oczyszczone liścienie gotować przez 15 do 30 minut, aż woda nabierze koloru brązowego. Wodę taką należy odlać i gotowanie powtarzać aż do uzyskania wywaru bez brązowego zabarwienia. Tak przygotowane żołędzie mogą być dodawane do zup lub smażone w głębokim tłuszczu. Posiekane mogą być dodawane do pieczywa. Pozbawione goryczy żołędzie mają smak mało wyrazisty i dlatego stosowane są jako dodatek lub podstawa potraw. Można też z nich uzyskać mąkę po podgrzaniu i wysuszeniu ich w temperaturze ok. 200 °C, a następnie zmieleniu. W celu uzyskania namiastki kawy oczyszczone żołędzie należy uprażyć aż do kruchości. 
Miseczki żołędzi mogą być wykorzystywane również do wykonania gwizdka.